# Eurobalíz

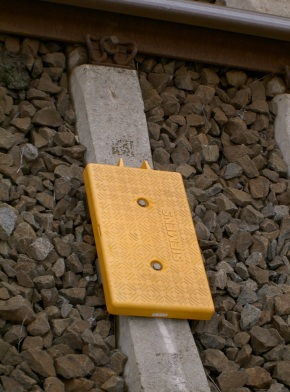
ETCS Eurobaliz

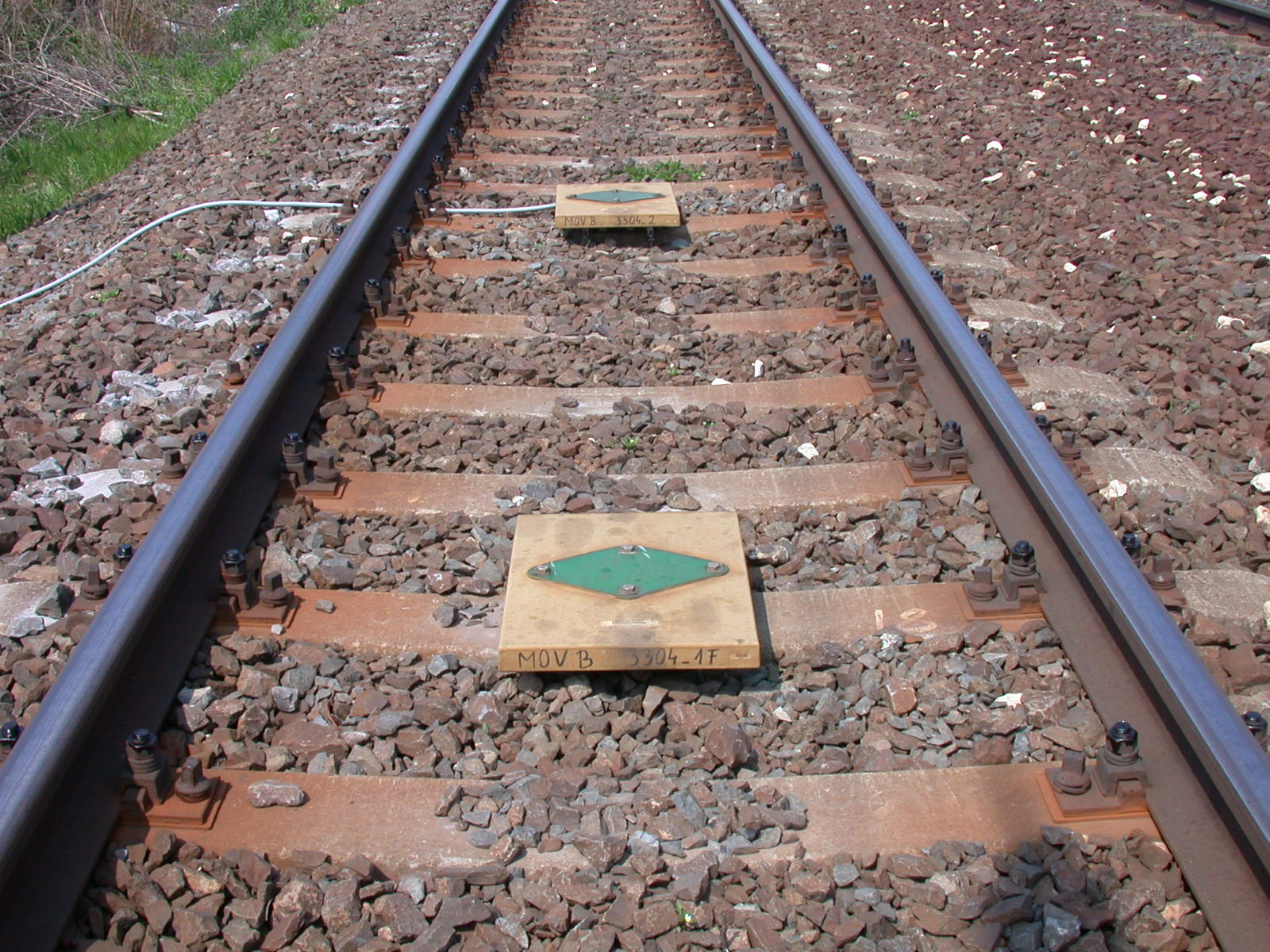
Eurobalizok Mosonmagyaróváron

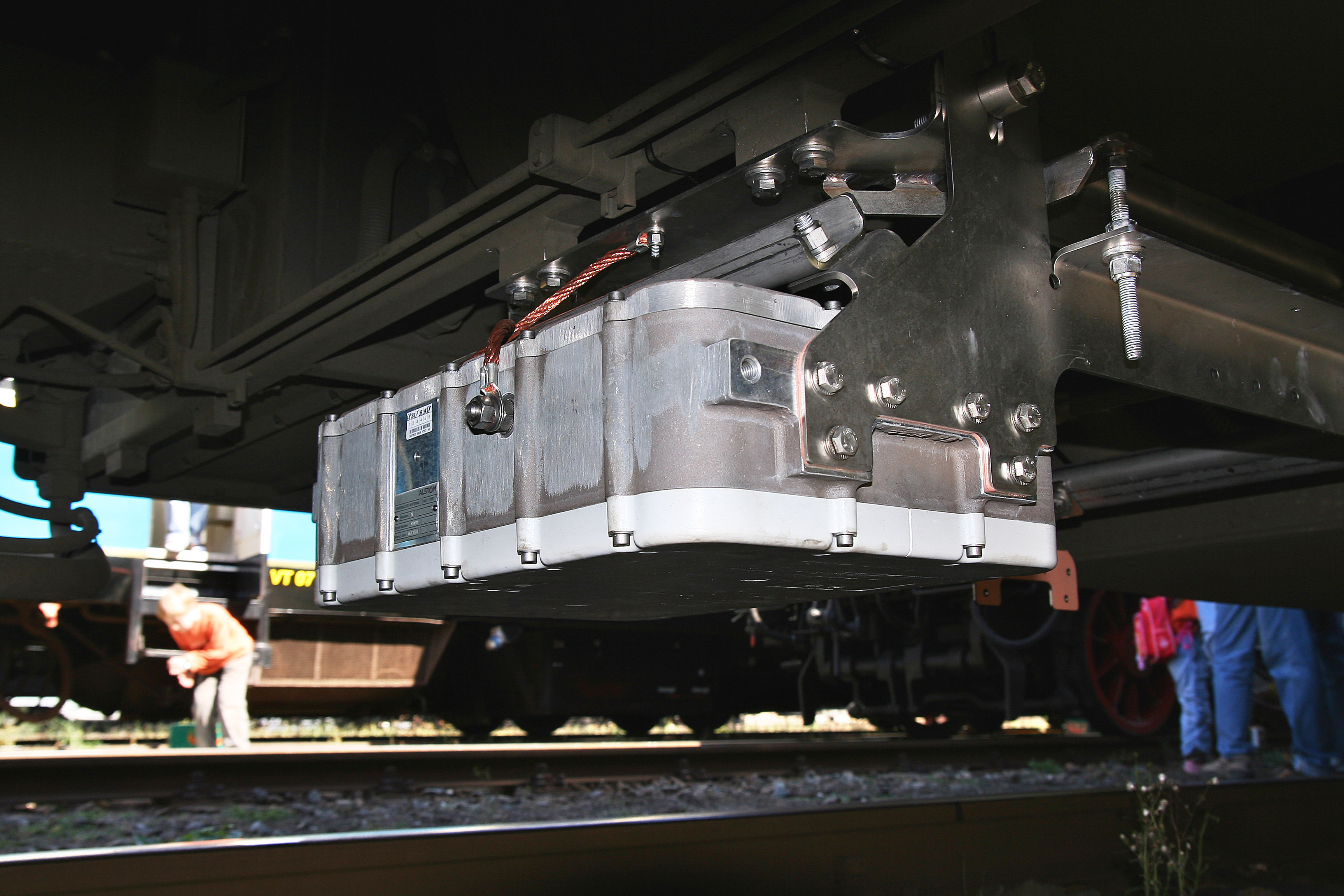
A mozdony aljára szerelt BTM-antenna (Balise Transmission Module - Balíz Kommunimációs Egység)

A balíz (balise, francia eredetű szó: „útirányjelző”) egy, a vasúti sínpár között rögzített elektromágneses elven működő berendezés. A fölötte elhaladó vonattal információkat közöl, amelyek a mozdonyon található balízantenna segítségével jutnak a fedélzeti berendezés feldolgozó egységéhez.
A pálya meghatározott részén helyezik el, például jelző mellett (magasabb kiépítési szinteken „helyette”), szintbeni közúti keresztezés előtt, stb. Használatával ún. pontszerű vonatbefolyásolás alakítható ki, azaz a balíz fölötti elhaladáskor információkat tudunk a mozdonyra juttatni, amelyet felhasználhatunk például, kényszerfékezés kiváltására, mozgásának befolyásolására.
Hazánkban például „alapszabály”, hogy balízokat kell telepíteni minden kijárati, bejárati, fedező, előjelző és fénysorompót ellenőrző útátjáró jelző elé. Tehető még ismétlőjelző és tolatásjelző elé is. A takarékossági megfontolásokra tekintettel azonban megengedhető, hogy a ritkábban használt kijárati jelzők elé ne kerüljenek balízok. A különböző üzemi feltételek teljesítése érdekében a helyhezkötött jelzők közelében elhelyezett balízokon kívül további balízok telepítésével is számolni kell.